# Wakinosaurus
Wakinosaurus satoi is een vleesetende theropode dinosauriër die tijdens het vroege Krijt leefde in het gebied van het huidige Japan.

## Vondst en naamgeving
Op 9 februari 1990 vond paleontoloog Masahiro Sato in Fukuoka een tand van een theropode. Zelf een specialist op het gebied van weekdieren zijnde, liet hij de studie van het specimen over aan collega Josjihiko Okazaki die het in 1990 voor het eerst in een publicatie meldde. In 1992 benoemde Okazaki de typesoort Wakinosaurus satoi. De geslachtsnaam is afgeleid van de geologische Wakino-subgroep. De soortaanduiding eert Sato.
Het holotype, KMNH VP 000,016, is gevonden in zandsteen van de Sengokuformatie, deel van de Kwanmongroep, daterend van het Hauterivien-Barremien. De laag is een rivierafzetting en werd eerder geplaatst in het Cenomanien. Een andere en afwijkende tand uit dezelfde formatie, YNUGI 10003, gevonden in 1979, duidt erop dat er twee grote theropoden in het gebied moeten hebben geleefd.

## Beschrijving
Wakinosaurus moet een theropode geweest zijn van aanzienlijke omvang. Van de tand is alleen een gedeelte van de tandkroon bewaardgebleven; deze wijst op een totale lengte van zo'n zeven centimeter. De basis is 32,9 millimeter lang en 10,4 millimeter breed. De rand heeft ruwweg zes kartelingen per millimeter. Als Wakinosaurus dezelfde relatieve tandgrootte had als de meeste theropode groepen dan duidt dit op een lichaamslengte van ongeveer acht meter.

## Fylogenie
Okazaki bracht in 1992 Wakinosaurus onder bij de Megalosauridae, niet zozeer omdat kenmerken van die groep vastgesteld konden worden maar omdat zij functioneerde als een verzamelbegrip voor grote theropoden van onduidelijke herkomst. In populair-wetenschappelijke  boeken wordt dit Megalosauridae wel vertaald in een moderner Allosauridae maar in feite toont de tand geen eigenschappen die een nauwkeuriger determinering toestaan dan een zeer algemeen Neotheropoda. De meeste onderzoekers zien de soort dan ook als een nomen dubium.